# Devuan

DevuanはDebian GNU/Linux から派生したLinuxディストリビューションである。 

## 概要
DebianからSystemdを取り除いたディストリビューションを配布することが目的である 。これはDebian 8 Jessieにおいてデフォルトのinitの代替としてsystemdを採用したことが、Debianの開発者及び利用者の間で対立を引き起こしたことが影響したことによるものである。
Devuanは上流のDebian開発リポジトリーをミラーして、systemdへの依存の除去あるいは「initの自由」を保つために必要な修正がなされたパッケージリポジトリーを保持している 。修正されたパッケージにはpolicykitやudisksが含まれる。 Devuanは対応するDebianのリリースと類似した動作をサポートする。 Devuanはsystemdをリポジトリーには提供しないが、すべての依存が除かれるまではlibsystemd0を保持している。
Debianが常にトイ・ストーリーのキャラクターをリリースのコードネームに使用しているのに代わり 、Devuanは星の名前から別名をつけている。 Debian 8のコードネームにはJessieが使われているが、Devuanのリリースでは小惑星10464（Jessie）より名付けられたという。 Devuanの不安定ブランチの別名はCeresであり、これは準惑星ケレスより名付けられている。

## 歴史
- 2014年
  - 開発が始まる
- 2016年2月1日
  - Devuan Alpha 4がi386及びamd64向けにリリースされる[10]
- 2016年4月29日
  - Devuan Jessieのベータ版がリリースされる[11]
- 2017年5月25日
  - 1.0.0（Devuan Jessie）がリリースされる[12][13]。
- 2018年6月9日
  - 2.0.0（Devuan ASCII）がリリースされる[14]。
- 2020年6月1日
  - 3.0.0（Devuan Beowulf）がリリースされる[15]。
- 2021年10月14日
  - 4.0（Devuan Chimaera）がリリースされる[16]。
- 2023年8月15日
  - 5.0（Devuan Daedalus）がリリースされる[17]。